# Heinrich Christoph Duhnsen
Heinrich Christoph Duhnsen (* 11. September 1868 in Lindhorst; † 9. Mai 1951 ebenda) war ein deutscher Schneidermeister und Politiker (DNVP).
Duhnsen war der Sohn eines Eisenbahnarbeiters. Er war verheiratet und hatte 3 Kinder. Duhnsen machte eine Lehre als Schneider und lebte als Schneidermeister in Lindhorst. Am 17. September 1921 rückte er für Hermann Heidkämper, der sein Mandat niedergelegt hatte, in den Landtag des Freistaates Schaumburg-Lippe nach. Er blieb bis zum Ende der Legislaturperiode 1922 Landtagsabgeordneter.